# Batán (Buenos Aires)
Batán es una localidad argentina de la provincia de Buenos Aires, ubicada dentro del partido de General Pueyrredón. Se accede por la Ruta Provincial 88, que une a la ciudad de Mar del Plata, a 110 kilómetros, con la ciudad de Quequén.

## Historia
La Ciudad de Batán tuvo un comienzo muy particular. Comenzó a formarse junto con la ruta 88 en el año 1930, ya que esta conducía a la Estación Chapadmalal, donde se encontraba el ferrocarril. También la ruta conducía a La Avispa, un paraje entre Batán y Mar del Plata. Eran conglomerados vecinales que se formaron alrededor de un almacén de ramos generales. Batán fue surgiendo a medida que negocios y empresas que se encontraban a un costado de la ruta se trasladaron a un mismo lugar que hoy se conoce como Ciudad de Batán. La ruta 88 posibilitó la conexión con localidades vecinas y una rápida exportación industrial. En 1937, el Sr. Larraya construye el edificio con el primer surtidor de nafta, cancha de pelota paleta, y salón de baile, que se inaugura el 9 de julio de ese mismo año, por lo que fue denominado "9 de Julio", donde años después funcionó la primera Estafeta de Correos. Durante el mismo período se funda el club de fútbol también denominado 9 de Julio que posteriormente se disuelve por la escasa cantidad de socios, dada la escasa población de ese entonces. Luego se crea un nuevo club con el nombre de Tigre, el cual se disuelve posteriormente y finalmente se funda el actual Club Juventud Unida de Batán.

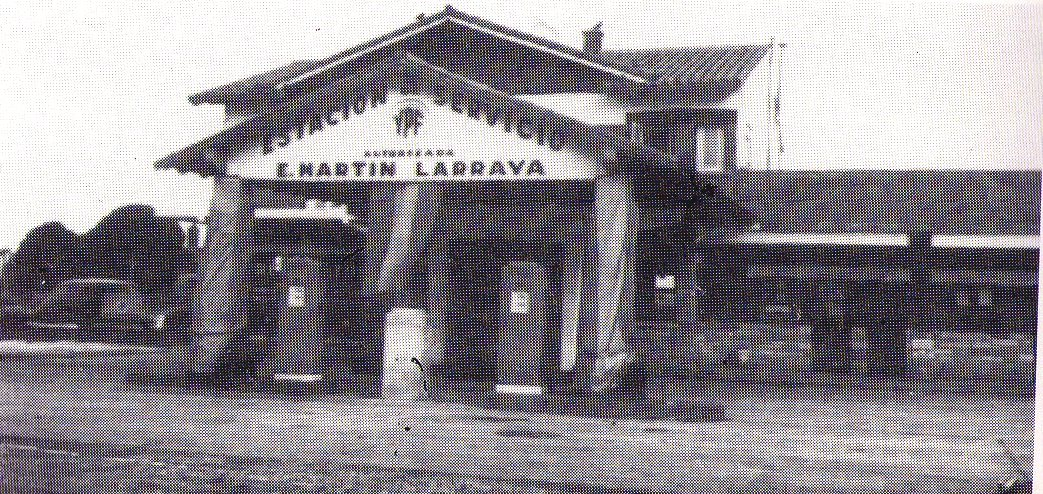
Estación de Servicio Larraya

En 1946 se funda la primera comisión de fomento que luego se constituye en lo que es hoy la Cooperativa de Obras y Servicios Públicos, que comienza a suministrar energía eléctrica y alumbrado público a los escasos vecinos que se iban instalando en la zona, la mayoría obreros de canteras, hornos de ladrillos y empleados.
En el año 1949, Larraya construye la primera estación de servicio YPF adonde traslada la Estafeta de Correos y habilita una cabina pública de teléfonos.

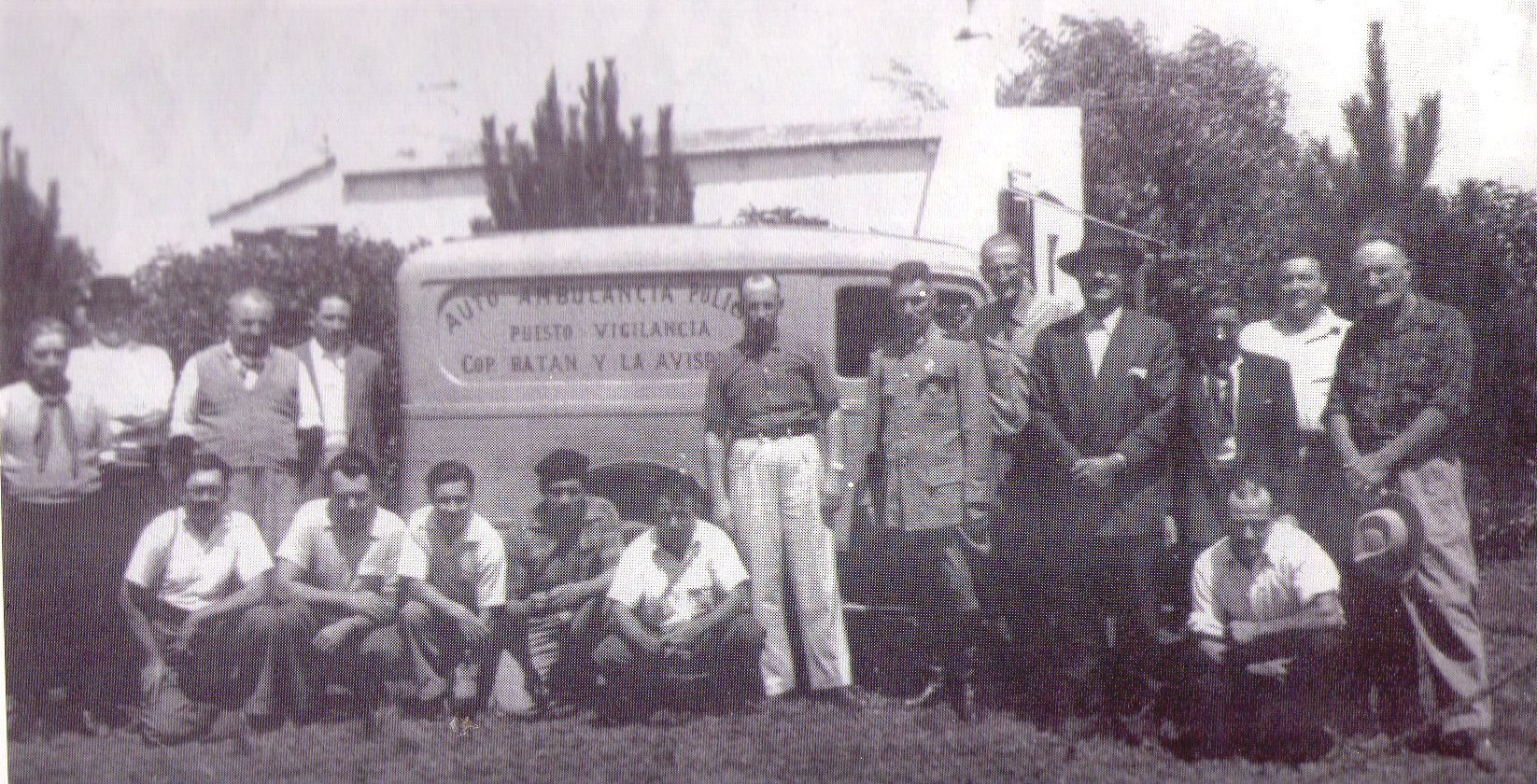
Furgón de la Cooperadora Policial que funcionaba como ambulancia

 El primer médico de Batán fue el Dr. Bernardo Jesús Buelga, teniendo su consultorio en una casa que estaba a metros de la ruta 88. Participando activamente con el señor Larraya en el engrandecimiento del lugar. El Dr. Buelga fue reconocido por el Consejo de Deliberantes del Partido de Gral. Pueyrredón.
El primer puesto de vigilancia es creado en 1953 por la Cooperadora Policial quien adquiere un furgón que a la vez cumple servicio de ambulancia.

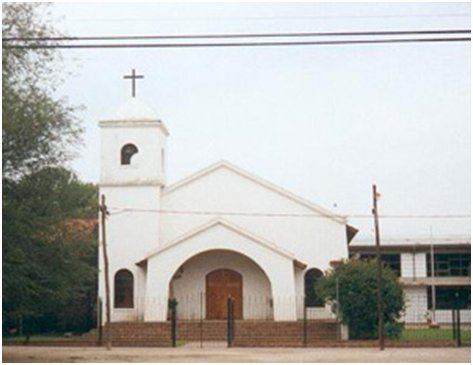
Parroquia Nuestra Señora de Luján.

Con la colaboración de los vecinos se logró la construcción de la Parroquia Nuestra señora de Luján y posteriormente la escuela parroquial. En esos años, tras la donación de Kis Terrekis, la Municipalidad construye el edificio de la Sala de Primeros Auxilios y guardería infantil. Durante ese mismo tiempo se funda la Sociedad de Fomento Batán-La Avispa que dona los terrenos donde está instalada la Delegación Municipal y sus talleres. La delegación Municipal se inaugura en 1968. La biblioteca Batán fue creada en el año 1978, y comenzó funcionando en un local cedido por el Sr. Presidente de la Cooperativa Batán, Don Emilio Larraya, siendo la primera bibliotecaria encargada, La Sra. Mónica Roldán. Luego el edificio se traslada junto a la Delegación Municipal en 1985.
En el año 1987, se reconoce a la “Asociación vecinal de Fomento Colinalegre”, un barrio dentro de la ciudad, donde se muda una cantidad importante de vecinos.
En 1996 la población asciende e a 6.500 habitantes. La localidad cuenta en ese mismo año con la instalación del siguiente equipamiento Socio Administrativo:

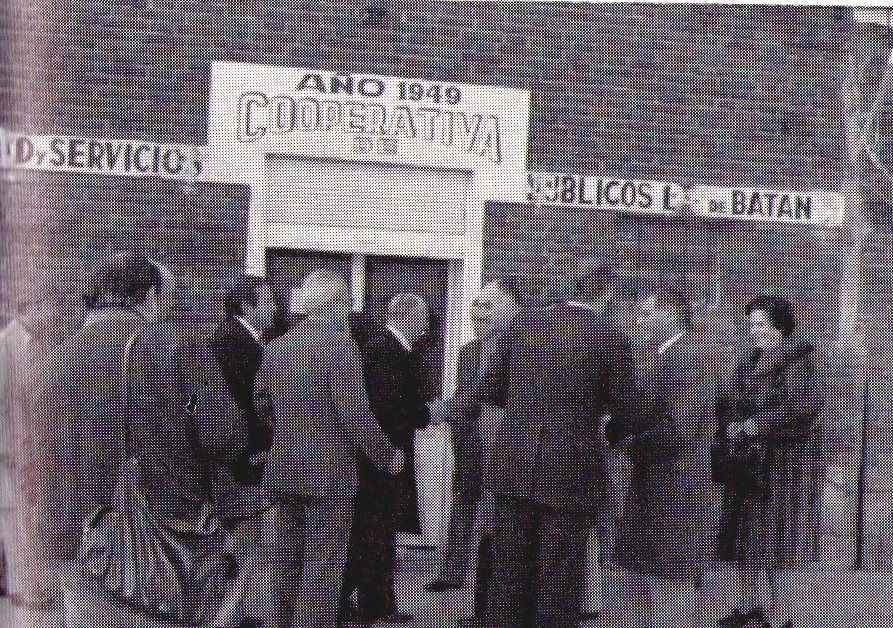
Inauguración de la Biblioteca Pública Municipal año 1979

- Delegación del Registro Provincial de las personas
- Delegación Municipal Batán
- Delegación municipal de VialidadEscuela Nº7 año 1965
- Encotel(Correo Argentino)

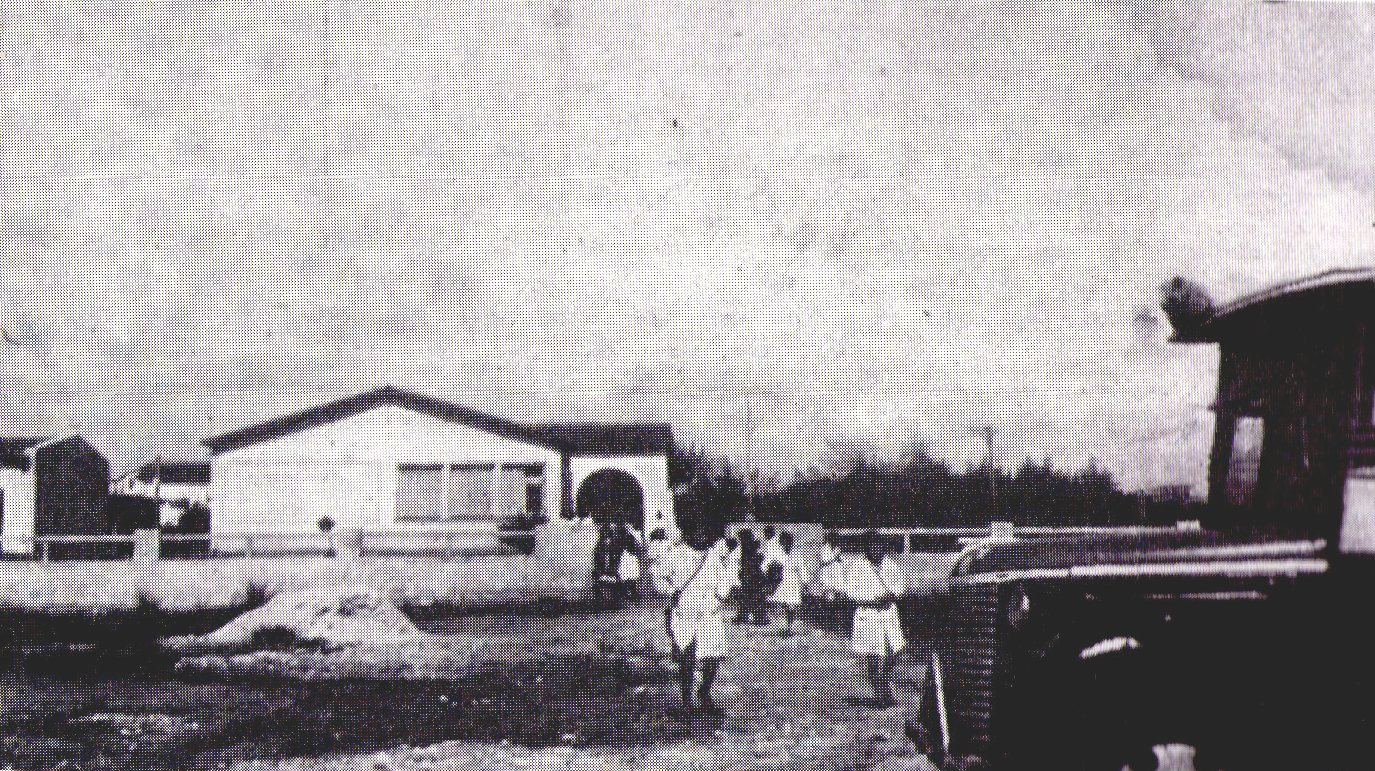
Escuela Nº7 año 1965

- Sucursal del Banco la Nación Argentina
- Unidad Penitenciaria  Nº15
- Jardín de Infantes Municipal Nº4
- Jardín de Infantes Provincial Nº9
- Escuelas Primarias    Nº51, 7 Y 60
- Escuela Privada Nuestra Sra. De Luján.
- Escuela Provincial de Enseñanza Media N.º 9
- Escuela de Artes y Oficios Municipal Nº7
- Subcentro de Salud Batán
- Subcentro de Salud Chapadmalal

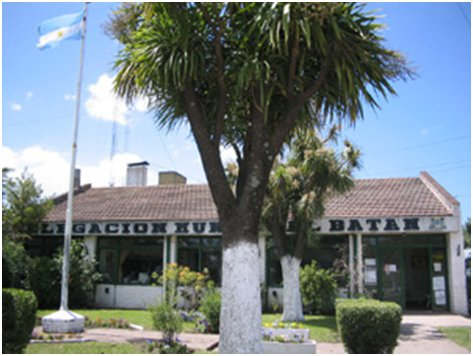
Delegación Municipal de Batán.

El 18 de diciembre de 1996 el Senado y la Cámara de Diputados de la Pcia. De Buenos Aires declaran por la Ley Provincial N.º: 11.919 “Ciudad” a la localidad de Batán.

## Accesos
Se puede acceder a la ciudad mediante la Ruta Provincial Número 88.
Las líneas urbanas de colectivo que pasan por la ciudad son las siguientes: 715 719 720

## Población

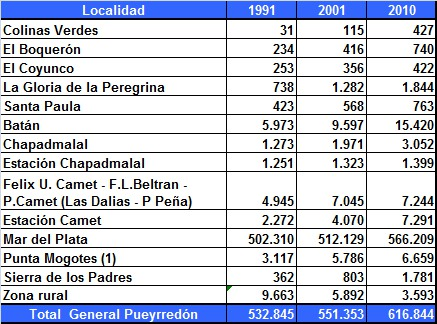
Datos del censo 2010.

En 1991, la ciudad de Batán tenía 5,973 habitantes (Indec, 1991). 10 Años más tarde la población aumento un 60,67%, para el 2001 contaba con 9,597 habitantes (Indec, 2001) . Se incluye la Unidad Penal. En los informes estadísticos la localidad de Batán se suma a la de Mar del Plata como si fuesen un solo núcleo, aunque hasta el censo de 2001 no lo formaban oficialmente. En 2009 el INDEC realizó una estimación, por medio de la encuesta permanente de hogares donde denominaba aglomerado Mar del Plata-Batán con una estimación de 608.000 habitantes Luego del último censo en octubre del año 2010, Batán cuenta con 15.420 habitantes según datos estimativos no oficiales provistos por el Departamento de Estadísticas de la Municipalidad de Mar del Plata En esos 9 años ha aumentado en población un 60,67%.
La población de Batán está formada por residentes argentinos e hijos y nietos de inmigrantes provenientes, en su mayoría, de Chile y Bolivia. Por lo que su trama cultural se encuentra enriquecida por estos tres países.
El censo 2022 dejó de informar la población de la localidad en forma individual y en cambio registró 644.234 pobladores en el área aglomerada sin población rural dispersa o localidades dispersas en el municipio marplatense. Además, el censo dio a conocer datos de su composición poblacional (304 499 hombres 339 735 mujeres), densidad y el área urbana redefinida que incluyó a Batán, Estación Chapadmalal y El Casal que quedaron definitivamente unidos a Mar del platal.
|                                                            |
| Plaza que representa la hermandad entre Argentina y Chile. |

|                          |
| Plazoleta de la Amistad. |

### División política
El ejido urbano de Batán comprende Paraje El Colmenar, El Americano, Batán Norte, La Gloria, Villa Gustava, Centro, La Serranita, Las Lomas, Las Alamedas.

Zonas que integran la jurisdicción de Batán: Barrio Soip, Lomas de Peralta Ramos, Parque Palermo, Valle Hermoso, Parque Hermoso, Las Dos Marías, Paraje San Francisco, Aero Club, Colinalegre, Estación Chapadmalal, Paraje La Florida, Paraje Los Ortiz, Paraje El Boquerón, Paraje La Polola.

Población.

### Límites
| Norte | Laguna de Los Padres |
| Sur   | Estación Chapadmalal |
| Este  | Mar del Plata        |
| Oeste | Paraje El Boquerón   |

### Clima
El clima de Batán es templado y húmedo. Los veranos calurosos y los inviernos fríos y lluviosos. Los vientos predominantes llegan del sudoeste, que soplan desde el mar.

## Recursos económicos

### Parque Industrial
Creado en 1996, el Parque Industrial General Manuel Savio está ubicado en el km. 6,5 de la Ruta Provincial N.º 88, cercano al casco Urbano de la Ciudad de Batán (a 4 kilómetros) y a la ciudad de Mar del Plata (6.5 kilómetros) , con unas 126 hectáreas posee una infraestructura de base en constante crecimiento. Este inmenso parque constituye uno de los puntos estratégicos más importantes para la instalación y desarrollo de empresas industriales, ya que posee conexión directa a los mercados de consumo más destacados, rutas provinciales, aeropuerto internacional y el puerto de ultramar de la ciudad. 

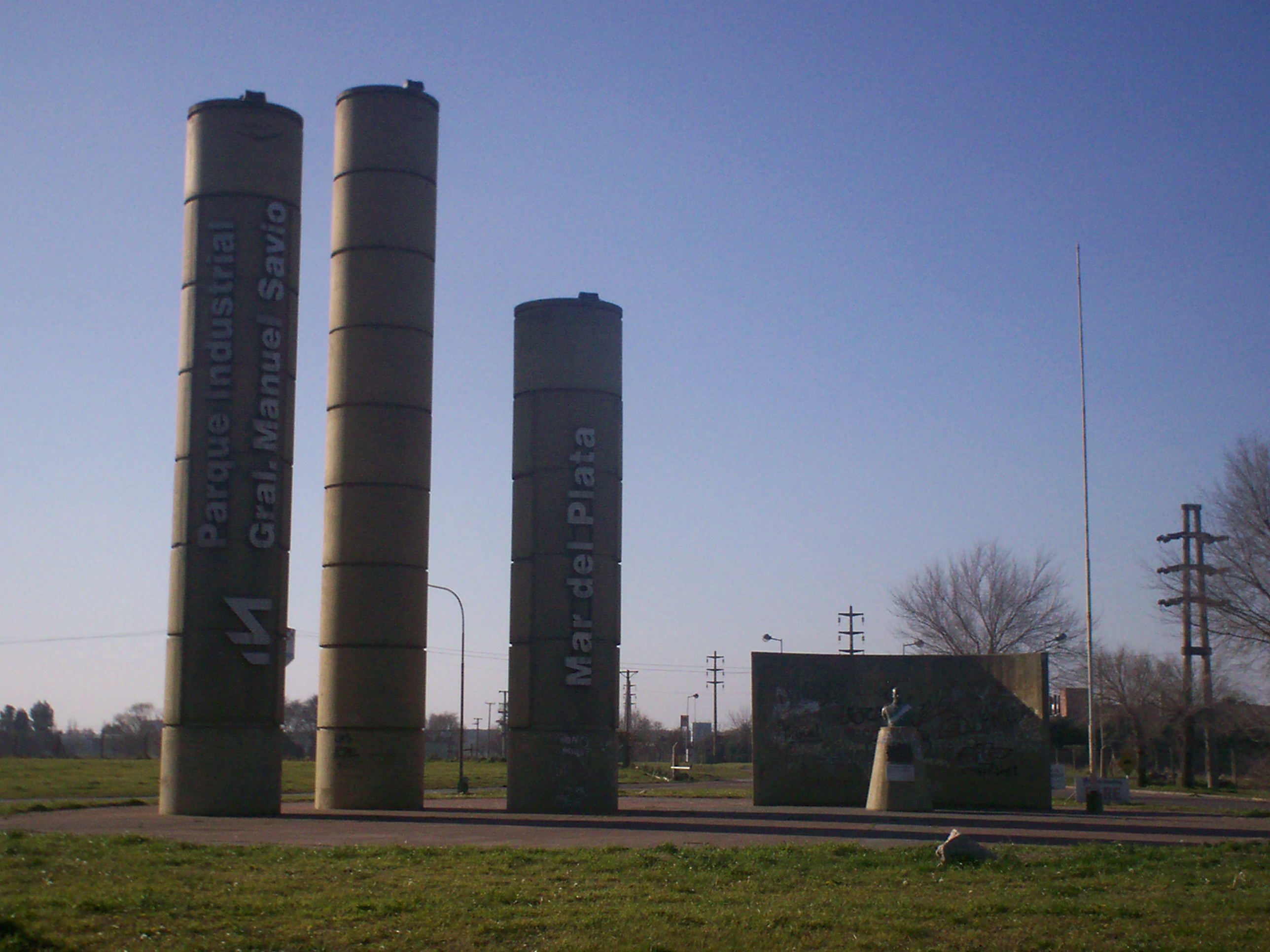
Entrada del Parque Industrial General Savio.

La conexión a los diferentes mercados de consumo o puertos se realiza por la Av. Juan B. Justo y a 7 km. se llega a las instalaciones del Puerto Mar del Plata. Pasando por la Estación de Cargas del Ferrocarril Gral Roca, se puede empalmar con la Ruta 226 que conecta con las localidades de Balcarce, Tandil, Azul y Olavarría. Por Av. Champagnat se puede llegar al Aeropuerto de Camet (6,8 km.) y continuando por la Ruta 2 a Buenos Aires(406,5 km.). 
El parque facilita la radicación de nuevas empresas y permite organizar territorialmente la actividad industrial protegiendo el medio ambiente. Actualmente cuenta con 57 industrias que desarrollan su actividad en los diferentes sectores: 41.5% alimenticias, 13.2% polímeros, 13.2% metalurgia/ construcción, 11.3% químico/farmacéutico, 7.5% maderas, 5.7% textiles, 3.8% gráficas, 1.9% cerealeras, 1.9% combustibles.

### Hornos de ladrillo

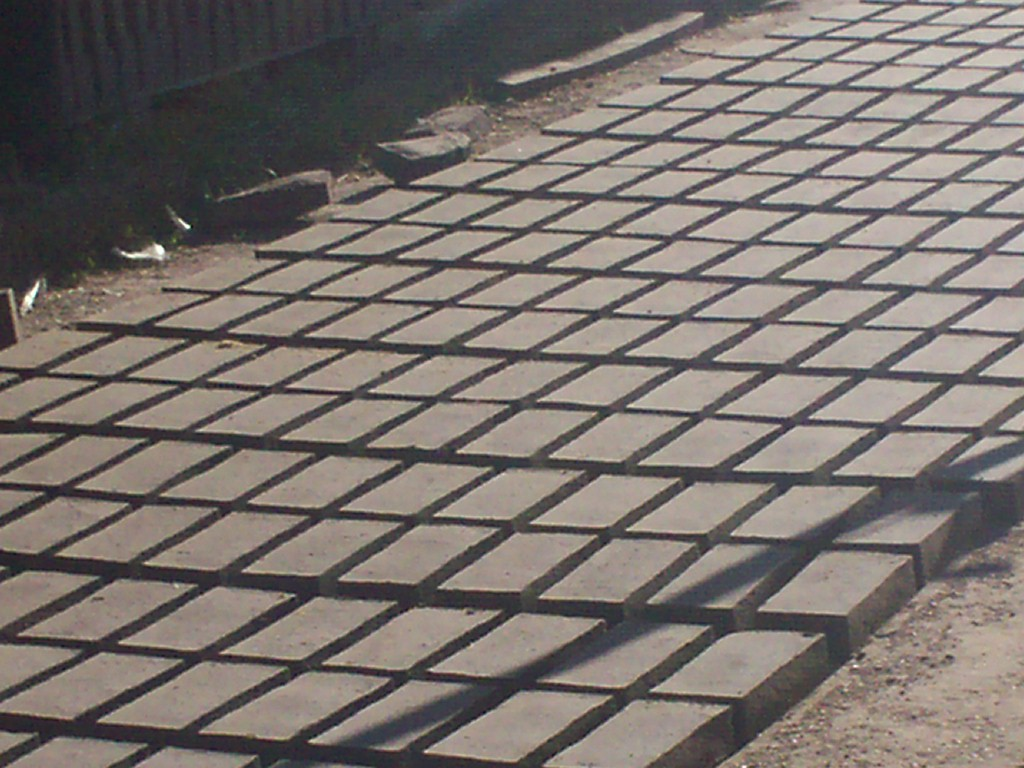
Adobes recién cortados, en proceso de secado.

Otra de actividad económica importante para la ciudad de Batán es la producción de ladrillos, que además de ser de gran influencia en la economía, es una actividad rica culturalmente.
En la ciudad de Batán se encuentran varios hornos de ladrillos, la mayoría son hornos familiares donde el negocio va de generación en generación. Sin embargo, el más importante de la zona es el de la empresa el Palmar que se encuentra el la Estación Chapadmalal, donde se fabrican desde hace aproximadamente cincuenta años, los ladrillos que dan sustento a las edificaciones de buena parte de la provincia de Buenos Aires y sus alrededores.[cita requerida]

### Actividad Minera
La importancia de las zonas en el ámbito regional es muy grande en varias ramas de la producción, entre ellas la minería de extracción de piedras.
La extracción de piedras ha sido, durante mucho tiempo, la actividad económica dominante en la zona de Batán-Chapadmalal.
Las primeras canteras se establecieron casi a principios de siglo. Según la memoria de algunos pobladores de la zona, en el año 1916, existía una cantera ubicada donde actualmente se encuentra el establecimiento "San Justo", que en ese momento tenía el nombre de "Minas Goyin", perteneciente a la sucursal de Gregorio Vera. Poco después se estableció la cantera llamada "Sud Atlántica", del alemán Kurt HermannWachnitz, que aún hoy sigue realizando algunos trabajos. Esta cantera la podemos ver en la loma que va camino a Chapadmalal (por la entrada de Las Alamedas) donde, entre el espléndido verde del campo y los ondulantes montes de eucaliptos, asoma el blanco brillante de la piedra viva. Otras de las empresas pioneras en la actividad minera fueron, canteras "La Nueva" del italiano Vasaicci y, la importante en su tiempo, "Cerámica del Plata", que fue fundada en 1930.[cita requerida]
Aquellas primeras canteras requerían una inversión muy escasa ya que las técnicas de extracción eran muy rudimentarias.
La mayor parte de los bloques de piedra eran desprendidos con barrenos manuales, solo en algunos casos se usaba la dinamita. Esta última, junto con la pólvora, fueron protagonistas, ahora en mucho menor escala, una característica que sorprende a muchos visitantes ocasionales, las explosiones.[cita requerida]
|                                 |
| Vista de las canteras de Batán. |

|                                      |
| El trabajo en las canteras de Batán. |

|                                  |
| Imagen de las canteras de Batán. |

### Agricultura
El cinturón verde que bordea Mar del Plata está conformado por distintos núcleos hortícolas entre los que se destacan Batán, Sierra de los Padres, Paraje Santa Paula y San Francisco.
Con centenares de productores en plena actividad, el cordón se extiende también hacia otros partidos.
Los cultivos realizados son:
- Frutas: Cereza, kiwi, higos y frutilla
- Verduras: Lechuga, repollo, brucela, brócoli, perejil, acelga, coliflor, apio, puerro, corte, rúcula, achicoria, chaucha, espárrago y akusay (repollo chino).
- Hortalizas: Tomate, zanahoria, remolacha, papa, zapallo, choclo, morrón, cebolla y pepino.
- Legumbres: Arvejas y habas.
- Cereal: Maíz, avena, trigo, girasol, soja, sorgo y colza.
- Hierbas Aromáticas: Albahaca, orégano y romero.

|                     |
| Quintas de la zona. |

|                                  |
| Parte del cordón frutihortícola. |

### Otras
Fuera del mencionado Parque Industrial, existen otras fábricas como por ejemplo: las textiles y dentro del rubro de las alimenticias, industrias como frigorífico de liebres, tambos, laboratorio de semillas de papas, etc.

## Educación
La ciudad de Batán cuenta con instituciones educativas de nivel primario y secundario, además de otras que se especializan en escuelas especiales.
La ciudad también cuenta con instituciones de formación profesional en las cuales se enseñan diferentes oficios, tales como carpintería, peluquería, costura y diseño, pastelería, servicio de mozo y armado de joyerías.
Las diferentes instituciones que tiene Batán son:
- Jardín de infantes N.º 4.
- Jardín de infantes N.º 21.
- Escuela N.º 7, Juan Bautista Selva.
- Escuela Caraludmé.
- Escuela Nuestra Señora de Luján.
- Escuela diferenciada N.º 509, América Latina.
- Escuela Municipal de Formación Profesional N.º 7, Gabriela Mistral.
- Escuela de Enseñanza Media N.º 9.
- Escuela Rural Los Ortiz.

En la zona rural se ubican los siguientes instituciones educativas:
- Escuela Rural Los Ortiz

En la zona urbana se ubican los siguientes instituciones educativas:
- Jardín de infantes N.º 4.
- Jardín de infantes N.º 21.
- Escuela N.º 7, Juan Bautista Selva.
- Escuela Caraludmé.
- Escuela Nuestra Señora de Luján.
- Escuela diferenciada N.º 509, América Latina.
- Escuela Municipal de Formación Profesional N.º 7, Gabriela Mistral.
- Escuela de Enseñanza Media N.º 9.

## Cárcel de Batán

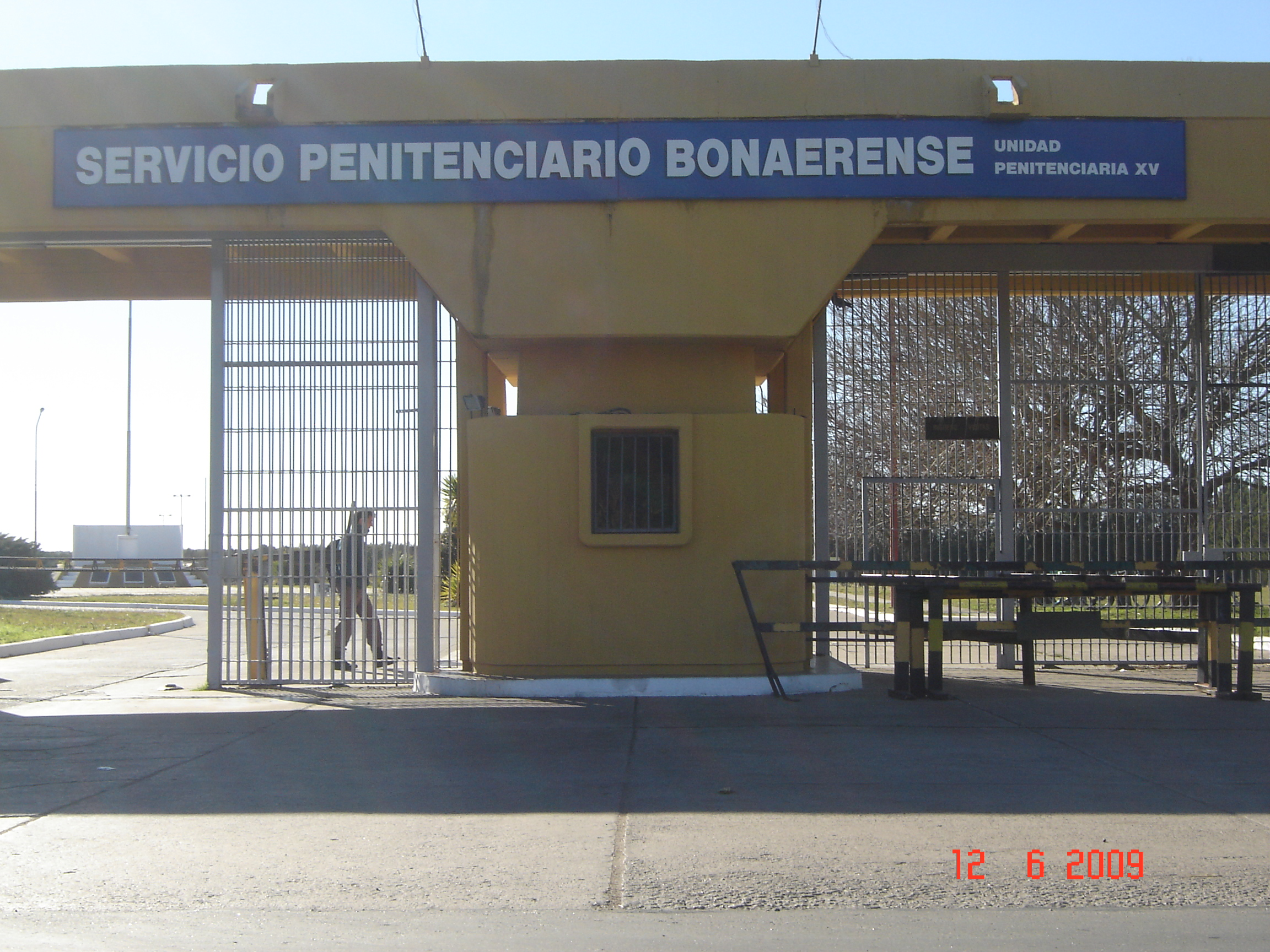
Puerta de la Cárcel de Batán.

Este complejo penitenciario está conformado por la Unidad 15 (inaugurada el 29 de noviembre de 1980 ), la Unidad 50 (población femenina) y la Alcaidía Penitenciaria Batán que comenzó a funcionar el 26 de junio de 2006. La unidad 15 atrae a personal policial junto con sus familias a establecerse en la localidad de Batán y se encuentra a 15 km de la ciudad de Mar del Plata.

### División
La Unidad se encuentra dividida en tres sectores. El 1° cuenta con cuatro pabellones, con 11 celdas cada uno, con una capacidad de 4 detenidos por celda, para el régimen de alcaldía, donde se alojan detenidos provenientes de comisarías de la Departamental Mar del Plata, y hasta tanto se dicte el auto de prisión preventiva. El 2° es una modalidad atenuada para lo cual se dispone de 4 pabellones, de igual modo que la alcaldía, y quienes habitan dichos pabellones son los internos a los cuales ya se les dictó el auto de prisión preventiva y previa selección pasan a ser parte de la población estable de este establecimiento. El interno que no reúne el perfil positivo es trasladado a la Unidad Penal N°15. La 3° alternativa es un régimen semiabierto limitado, caracterizado por la autogestión. En él se alojan los internos trabajadores. Este sector posee 4 pabellones de 4 celdas c/u con capacidad para 4 internos en cada celda. Al ser concebida la estructura para alcaldía, los sectores de admisión fueron remodelados y transformados en ámbitos propicios para el sistema educativo y laboral.

### Escuela
En el sector escuela, funciona además del plan Nacional de alfabetización y el 1° y 2° año de la EEM N° 14, talleres de capacitación laboral. Estos talleres son: Carpintería y Panadería. El primero cuenta con una matrícula de 13 internos, y es dictado por un interno capacitado para tal fin. El segundo cuenta con una matrícula de 25 internos. Este sector, Escuela, cuenta con 4 aulas con capacidad de 25 alumnos cada una, dos oficinas destinadas a dirección y preceptoría, una sala de profesores, un baño para el personal y dos para el alumnado. Además debemos destacar que gracias a la colaboración del personal, la comunidad marplatense y entidades tales como la Subsecretaria de política penitenciaria y readaptación social, se creó la biblioteca, la cual cuenta actualmente con más de 1200 libros.

## Turismo

### Zoológico de Batán
El Zoo Batán se ubica en el paraje Las Lomas , en la ruta N.º 88 km 11. Esta atracción turística posee una gran diversidad de animales: animales exóticos, de granja, entre otros. Se puede encontrar: monos, osos, tigres, hipopótamos, leones, antílopes, diversas especies de aves, y una granja educativa que se suma a la propuesta enmarcándose en el magnífico entorno natural. Se puede disfrutar de visitas guiadas. Cuenta además con juegos infantiles y un área de interpretación ecológica. Además cuenta con distintas instalaciones para un mayor descanso, entre ellas un tranquilo restaurante que funciona también como salón para eventos, una confitería y venta de recuerdos. 
|                                      |
| Vista general del Zoológico de Batán |

|                                   |
| Hipopótamo del Zoológico de Batán |

|                                                      |
| Fotografía de uno de los leones del Zoológico Batán. |

### Complejo el Encanto
En las canteras de Batán y a pocos minutos de la ciudad de Mar del Plata, inmersos en un paisaje diferente y paradisíaco se propone un paseo diferente: campamentismo, turismo aventura, caminatas en los más bellos entornos naturales, granja educativa, cabañas, piletas y pesca. 
|                             |
| Vista del Parque El encanto |

|                                     |
| Vista general del parque El Encanto |

|                    |
| Mapa de El Encanto |

## Parroquias de la Iglesia católica en Batán
| Diócesis  | Mar del Plata           |
| --------- | ----------------------- |
| Parroquia | Nuestra Señora de Luján |